# Meta montana
Meta montana là một loài nhện trong họ Tetragnathidae.
Loài này thuộc chi Meta. Meta montana được miêu tả năm 1919 bởi Hogg.